# Acronicta cineracea
Acronicta cineracea là một loài bướm đêm trong họ Noctuidae.